# Altas y Bajas de la Copa Banco del Pacífico 2017 (Ecuador)
En este anexo se lleva a cabo el registro de las transferencias de jugadores de la Copa 2017 para el Campeonato Ecuatoriano de Fútbol 2017.

## Emelec
| Altas           |                |                             |                    |
| Jugador         | Posición       | Procedencia                 | Tipo               |
| Sebastián Píriz | Centrocampista | Al Shabab                   | Libre              |
| Ayrton Morales  | Guardameta     | Barcelona Sporting Club     | Libre.             |
| Ayrton Preciado | Delantero      | Sociedad Deportiva Aucas    | Compra.            |
| Carlos Orejuela | Centrocampista | Mushuc Runa                 | Compra.            |
| Romario Caicedo | Delantero      | Fuerza Amarilla             | Préstamo.          |
| Christian Ramos | Defensa        | Gimnasia y Esgrima La Plata | Préstamo.          |
| Joao Rojas      | Delantero      | Sociedad Deportiva Aucas    | Préstamo.          |
| Bruno Vides     | Delantero      | Club Atlético Sarmiento     | Préstamo.          |
| Marlon de Jesús | Delantero      | Arouca                      | Compra (50% pase). |

| Bajas               |                |                            |                        |
| Jugador             | Posición       | Destino                    | Tipo                   |
| Ángel Mena          | Delantero      | Cruz Azul                  | Venta.                 |
| Javier Charcopa     | Delantero      | Fuerza Amarilla            | Préstamo.              |
| Gabriel Achilier    | Defensa        | Monarcas Morelia           | Libre.                 |
| Henry León          | Centrocampista | Clan Juvenil               | Libre.                 |
| Fernando Giménez    | Centrocampista | Club Olimpia               | Libre.                 |
| Luis Fernández      | Guardameta     | Fuerza Amarilla            | Libre.                 |
| Diego Corozo        | Defensa        | Fuerza Amarilla            | Préstamo.              |
| Geovanny Nazareno   | Defensa        | Mineros de Zacatecas       | Fin de Cesión.         |
| Denis Stracqualursi | Delantero      | Santa Fe                   | Libre.                 |
| David Noboa         | Centrocampista | Club Deportivo El Nacional | Préstamo.              |
| Emanuel Herrera     | Delantero      | Melgar                     | Rescisión de contrato. |
| José Luis Quiñónez  | Defensa        | Liga de Loja               | Libre.                 |
| Javier Klimowicz    | Guardameta     |                            | Retiro,                |
| Cristian Guanca     | Centrocampista | Kasımpaşa                  | Cesión.                |
| Eddy Corozo         | Centrocampista | Olmedo                     | Préstamo.              |

## Liga de Quito
| Altas               |                |                               |           |
| Jugador             | Posición       | Procedencia                   | Tipo      |
| José Camacho        | Guardameta     | Liga de Portoviejo            | Compra.   |
| Horacio Salaberry   | Defensa        | Santa Fe                      | Préstamo. |
| Alex Bolaños        | Centrocampista | Aucas                         | Libre.    |
| Rubén Olivera       | Delantero      | US Latina Calcio              | Libre.    |
| Ronie Carrillo      | Delantero      | Club Deportivo América        | Compra.   |
| Edison Carcelen     | Delantero      | Aucas                         | Libre.    |
| Henry Quiñonez      | Centrocampista | Manta                         | Compra.   |
| Jonathan Betancourt | Delantero      | Aucas                         | Compra.   |
| Felipe Rodríguez    | Delantero      | Chiapas Fútbol Club           | Libre.    |
| Hernán Barcos       | Delantero      | Club Atlético Vélez Sarsfield | Préstamo. |
| Jonathan Gonzáles   | Delantero      | Club Olimpia                  | Libre.    |

| Bajas              |                |                             |                        |
| Jugador            | Posición       | Destino                     | Tipo                   |
| Daniel Angulo      | Delantero      | Santa Fe                    | Fin de Cesión.         |
| Enrique Vera       | Centrocampista | Club Sportivo Luqueño       | Libre.                 |
| Exequiel Benavídez | Centrocampista |                             | Libre.                 |
| José Madrid        | Defensa        | Delfín                      | Libre.                 |
| Luis Romero        | Defensa        | River Ecuador               | Libre.                 |
| Luis Bolaños       | Centrocampista | Fuerza Amarilla             | Libre.                 |
| Luis Congo         | Delantero      | Clan Juvenil                | Libre.                 |
| Carlos Tenorio     | Delantero      | Sport Boys                  | Libre.                 |
| Irven Ávila        | Delantero      | Club Sporting Cristal       | Rescisión.             |
| Ramón Arias        | Defensa        | Club Atlético Peñarol       | Rescisión de préstamo. |
| Brahian Alemán     | Centrocampista | Gimnasia y Esgrima La Plata | Rescisión de contrato. |
| Néicer Reasco      | Defensa        | Sociedad Deportiva Aucas    | Retiro.                |
| Alejandro Villalba | Centrocampista | Club Deportivo El Nacional  | Rescisión.             |

## Barcelona
| Altas            |               |                                       |           |
| Jugador          | Posición      | Procedencia                           | Tipo      |
| Walter Chalá     | Delantero     | Deportivo Cuenca                      | Libre.    |
| Félix Torres     | Defensa       | Liga de Portoviejo                    | Préstamo. |
| Beder Caicedo    | Defensa       | Delfín Sporting Club                  | Traspaso. |
| Miguel Álvarez   | Defensa       | Manta Fútbol Club                     | Préstamo. |
| Abel Casquete    | Mediocampista | Club Atlético River Plate             | Préstamo. |
| José Ayoví       | Delantero     | Chiapas Fútbol Club                   | Préstamo. |
| Jefferson Mena   | Defensa       | New York City Football Club           | Préstamo. |
| Byron Castillo   | Defensa       | Aucas                                 | Libre.    |
| Joel Montezuma   | Defensa       | Aucas                                 | Libre.    |
| Ariel Nahuelpán  | Delantero     | Sport Club Internacional              | Libre.    |
| Gabriel Cevallos | Portero       | Liga Deportiva Universitaria de Quito | Libre,    |

| Bajas            |               |                     |                        |
| Jugador          | Posición      | Destino             | Tipo                   |
| Ayrton Morales   | Portero       | Club Sport Emelec   | Rescisión de contrato. |
| Luis Checa       | Defensa       | Clan Juvenil        | Fin de contrato.       |
| Anderson Ordóñez | Defensa       | Eintracht Fráncfort | Venta.                 |
| Jeison Domínguez | Defensa       | Deportivo Cuenca    | Préstamo.              |
| Henry Patta      | Mediocampista | Delfín              | Venta.                 |
| Christian Suárez | Delantero     | Pachuca             | Fin de Préstamo.       |
| Anderson Porozo  | Delantero     | Deportivo Cuenca    | Préstamo.              |
| Kenny Zamora     | Portero       |                     | Rescisión de contrato. |
| Hernán Lino      | Delantero     | Deportivo Cuenca    | Libre.                 |

## El Nacional
| Altas              |                |                                       |           |
| Jugador            | Posición       | Procedencia                           | Tipo      |
| Johan Padilla      | Guardameta     | Aucas                                 | Traspaso. |
| Jonathan Borja     | Centrocampista | Aucas                                 | Traspaso  |
| Carlos Quintero    | Delantero      | Mushuc Runa S.C.                      | Libre     |
| Miguel Parrales    | Delantero      | Universidad Católica                  | Traspaso  |
| David Noboa        | Centrocampista | Club Sport Emelec                     | Préstamo. |
| Félix Borja        | Delantero      | South China                           | Libre.    |
| Alejandro Villalba | Centrocampista | Liga Deportiva Universitaria de Quito | Libre.    |

| Bajas           |                |                         |                  |
| Jugador         | Posición       | Destino                 | Tipo             |
| Adrián Bone     | Guardameta     | Independiente del Valle | Libre.           |
| Janner Corozo   | Centrocampista | Independiente del Valle | Fin de préstamo. |
| Jairo Campos    | Defensa        | Imbabura Sporting Club  | Libre.           |
| Aníbal Chalá    | Defensa        | FC Dallas               | Traspaso         |
| Christian Lara  | Delantero      | Dorados de Sinaloa      | Traspaso         |
| Felipe Mejia    | Delantero      | Independiente del Valle | Fin de contrato  |
| Michael Estrada | Delantero      | Independiente del Valle | Fin de préstamo. |

## Independiente del Valle
| Altas              |                |                            |                   |
| Jugador            | Posición       | Procedencia                | Tipo              |
| Adrián Bone        | Guardameta     | Club Deportivo El Nacional | Libre.            |
| Juan Pablo Segovia | Defensa        | Deportivo Cuenca           | Traspaso.         |
| Michael Estrada    | Delantero      | Club Deportivo El Nacional | Traspaso          |
| Janner Corozo      | Centrocampista | Club Deportivo El Nacional | Traspaso          |
| Felipe Mejia       | Delantero      | Club Deportivo El Nacional | Libre.            |
| Efrén Mera         | Centrocampista | Delfín                     | Libre.            |
| Kener Arce         | Centrocampista | Fuerza Amarilla            | Traspaso.         |
| Gustavo Asprilla   | Delantero      | River Ecuador              | Vuelta de Cesión. |
| Edisson Recalde    | Guardameta     | Imbabura Sporting Club     | Compra.           |
| Gabriel Espinosa   | Centrocampista | Universidad Católica       | Libre.            |

| Bajas              |                |                          |                        |
| Jugador            | Posición       | Destino                  | Tipo                   |
| Junior Sornoza     | Delantero      | Fluminense Football Club | Venta.                 |
| Jefferson Orejuela | Centrocampista | Fluminense Football Club | Venta.                 |
| Luis Caicedo       | Defensa        | Cruzeiro Esporte Clube   | Venta.                 |
| Librado Azcona     | Guardameta     | Club Olimpia             | Rescisión de contrato. |
| Miller Castillo    | Delantero      | Alebrijes de Oaxaca      | Fin de contrato.       |
| Javier Nazareno    | Guardameta     |                          | Fin de contrato.       |
| Jonathan Gonzáles  | Delantero      | Club Olimpia             | Venta.                 |
| Jonny Uchuari      | Delantero      | Deportivo Cuenca         | Fin de contrato.       |

## Deportivo Cuenca
| Altas                |                |                                 |           |
| Jugador              | Posición       | Procedencia                     | Tipo      |
| Andrés Justicia      | Defensa        | Deportivo Quito                 | Libre.    |
| Jeison Domínguez     | Defensa        | Barcelona Sporting Club         | Préstamo. |
| Joffre Escobar       | Delantero      | Gualaceo Sporting Club          | Traspaso  |
| Edison Preciado      | Delantero      | Delfín Sporting Club            | Libre.    |
| Michael Hoyos        | Centrocampista | Club Atlético Boca Unidos       | Préstamo. |
| Diego Calderón       | Defensa        | Club Zacatepec                  | Préstamo. |
| Juan Ignacio Dinenno | Delantero      | Club Atlético Aldosivi          | Préstamo. |
| Leandro Pantoja      | Centrocampista | Imbabura Sporting Club          | Traspaso. |
| Richard Schunke      | Defensa        | Club Almagro                    | Préstamo. |
| Jonny Uchuari        | Delantero      | Independiente del Valle         | Libre.    |
| Anderson Porozo      | Delantero      | Barcelona Sporting Club         | Préstamo. |
| Sergio Mina          | Delantero      | Universidad Católica            | Préstamo. |
| Brian Cucco          | Defensa        | Club Atlético Chacarita Juniors | Préstamo. |
| Hernan Lino          | Delantero      | Barcelona Sporting Club         | Libre.    |

| Bajas               |                |                         |                  |
| Jugador             | Posición       | Destino                 | Tipo             |
| Walter Chalá        | Delantero      | Barcelona SC            | Libre.           |
| Juan Pablo Segovia  | Defensa        | Independiente del Valle | Fin de préstamo. |
| Jacobo Kouffaty     | Centrocampista | Deportivo Lara          | Fin de préstamo. |
| Raul Becerra        | Defensa        | Club Everton            | Fin de préstamo. |
| Luis Saritama       | Centrocampista |                         | Fin de contrato. |
| Galo Corozo         | Centrocampista | Macará                  | Fin de contrato  |
| Luis Santana        | Delantero      | Mushuc Runa             | Fin de contrato. |
| Ezequiel Filippetto | Defensa        | Zamora Fc               | Fin de contrato. |

## Macará
| Altas             |                |                                         |           |
| Jugador           | Posición       | Procedencia                             | Tipo      |
| Henry Medina      | Defensa        | Espoli                                  | Traspaso  |
| Carlos Espinoza   | Guardameta     | Técnico Universitario                   | Traspaso  |
| Osvaldo Cabral    | Guardameta     | Deportivo Capiatá                       | Libre.    |
| Óscar Ayala       | Defensa        | General Díaz                            | Libre.    |
| Juan Tévez        | Delantero      | Coquimbo Unido                          | Libre.    |
| Carlos Arboleda   | Defensa        | Liga de Loja                            | Traspaso  |
| Cristhian Hurtado | Centrocampista | Aucas                                   | Traspaso  |
| Orlen Quintero    | Delantero      | General Caballero                       | Traspaso  |
| Galo Corozo       | Centrocampista | Deportivo Cuenca                        | Libre.    |
| Diego Benítez     | Delantero      | Cafetaleros de Tapachula                | Préstamo. |
| José Luis Cazares | Centrocampista | River Ecuador                           | Libre.    |
| Jefferson Sierra  | Centrocampista | Delfín                                  | Compra.   |
| Darwin Suárez     | Defensa        | Aucas                                   | Libre.    |
| Esteban Ogonaga   | Centrocampista | Club Social Cultural y Deportivo Espoli | Libre.    |

| Bajas                  |                |                               |                  |
| Jugador                | Posición       | Destino                       | Tipo             |
| Blas Valenzuela        | Centrocampista |                               | Fin de contrato. |
| Marcos Delpadre        | Centrocampista | Aucas                         | Fin de contrato. |
| Diego Romero           | Centrocampista | LDU Portoviejo                | Fin de contrato. |
| Marco Carrasco Bonilla | Centrocampista |                               | Fin de contrato  |
| Jefferson Najera       | Centrocampista |                               | Fin de contrato  |
| Mauricio Muñoz         | Centrocampista | Fuerza Amarilla Sporting Club | Fin de contrato. |

## Universidad Católica
| Altas             |                |                               |           |
| Jugador           | Posición       | Procedencia                   | Tipo      |
| Angel Mosquera    | Guardameta     | Fuerza Amarilla Sporting Club | Traspaso. |
| Jesus Preciado    | Centrocampista | Fuerza Amarilla Sporting Club | Traspaso. |
| Matías Defederico | Delantero      | Mumbai City Football Club     | Libre.    |
| Gastón Gil Romero | Centrocampista | Club Estudiantes de La Plata  | Préstamo. |

| Bajas            |                |                              |                  |
| Jugador          | Posición       | Destino                      | Tipo             |
| Rodrigo Perea    | Guardameta     | Delfín S.C.                  | Fin de contrato  |
| Jesi Godoy       | Centrocampista | Club Deportivo River Ecuador | Fin de contrato. |
| Miguel Parrales  | Delantero      | El Nacional                  | Traspaso         |
| Henry Cangá      | Defensa        | Delfín S.C.                  | Traspaso         |
| Sergio Mina      | Delantero      | Deportivo Cuenca             | Préstamo.        |
| Gabriel Espinosa | Centrocampista | Universidad Católica         | Fin de contrato. |

## River Ecuador
| Altas              |                |                       |           |
| Jugador            | Posición       | Procedencia           | Tipo      |
| Luis Romero        | Defensa        | Liga de Quito         | Libre.    |
| Koob Hurtado       | Centrocampista | Cobreloa              | Libre.    |
| Jesi Godoy         | Centrocampista | Universidad Católica  | Libre.    |
| Henry Rúa          | Delantero      | Aucas                 | Traspaso. |
| Brayan de la Torre | Centrocampista | Dorados de Sinaloa    | Préstamo  |
| Flavio Caicedo     | Centrocampista | Delfín S.C.           | Libre.    |
| Aldair Vásquez     | Delantero      | Guayaquil Sport       | Préstamo. |
| Esteban Caicedo    | Guardameta     | Guayaquil Sport       | Préstamo  |
| Jose Ribas         | Centrocampista | Guayaquil Sport       | Préstamo  |
| Jorge Cevallos     | Defensa        | Guayaquil Sport       | Préstamo  |
| Jose Mancilla      | Centrocampista | Guayaquil Sport       | Préstamo  |
| Damián Frascarelli | Guardameta     | Club Atlético Peñarol | Libre.    |
| Dennis Nieblas     | Defensa        | Kapfenberger SV       | Libre.    |
| Christian Suárez   | Delantero      | Pachuca               | Préstamo. |

| Bajas              |                |                                |                  |
| Jugador            | Posición       | Destino                        | Tipo             |
| José Luis Cazares  | Centrocampista | Club Social y Deportivo Macará | Libre.           |
| Gustavo Asprilla   | Delantero      | Independiente del Valle        | Fin de préstamo. |
| Armando Monteverde | Centrocampista | Centro Deportivo Olmedo        | Fin de contrato. |
| Juan Molina        | Guardameta     | Delfín S.C.                    | Fin de contrato. |
| Jorge Ramírez      | Delantero      |                                | Fin de contrato. |
| Fernando López     | Defensa        |                                | Fin de contrato. |
| Facundo Serra      | Centrocampista |                                | Fin de contrato. |

## Clan Juvenil
| Altas               |                |                     |          |
| Jugador             | Posición       | Procedencia         | Tipo     |
| Luis Checa          | Defensa        | Barcelona           | Libre.   |
| Santiago Mallitasig | Defensa        | Aucas               | Libre.   |
| Omar Andrade        | Delantero      | Deportivo Municipal | Traspaso |
| Narciso Mina        | Delantero      | Mushuc Runa S.C.    | Libre.   |
| Luis Congo          | Delantero      | Liga de Quito       | Libre.   |
| Henry León          | Centrocampista | Club Sport Emelec   | Libre.   |
| Jonathan de la Cruz | Centrocampista | Aucas               | Libre.   |
| Jairo Bonett        | Centrocampista | Aucas               | Libre.   |
| Jorge Valencia      | Defensa        | Mushuc Runa S.C.    | Libre.   |
| Marcos Romero       | Centrocampista | Mushuc Runa S.C.    | Libre.   |

| Altas   |          |         |      |
| Jugador | Posición | Destino | Tipo |
|         |          |         |      |

## Delfín S.C.
| Altas           |                |                                 |           |
| Jugador         | Posición       | Procedencia                     | Tipo      |
| Luis Luna       | Defensa        | Fuerza Amarilla S.C             | Libre     |
| Francisco Mera  | Guardameta     | Imbabura Sporting Club          | Traspaso. |
| Andrés Chicaiza | Centrocampista | Club Técnico Universitario      | Traspaso. |
| Roberto Ordoñes | Delantero      | Fuerza Amarilla S.C             | Libre.    |
| Rodrigo Perea   | Guardameta     | Universidad Católica            | Libre.    |
| Cristian Malan  | Centrocampista | Club Plaza Colonia de Deportes  | Traspaso  |
| Jhon Chancellor | Defensa        | Deportivo La Guaira Fútbol Club | Préstamo. |
| Henry Patta     | Delantero      | Barcelona Sporting Club         | Traspaso  |
| Joao Paredes    | Delantero      | Club Técnico Universitario      | Traspaso. |
| José Madrid     | Defensa        | Liga de Quito                   | Libre.    |
| Henry Cangá     | Defensa        | Universidad Católica            | Traspaso. |
| Carlos Garcés   | Delantero      | Club de Fútbol Atlante          | Traspaso. |
| Jacob Murillo   | Delantero      | Centro Deportivo Olmedo         | Traspaso. |
| Matías Duffard  | Centrocampista | Juventud de Las Piedras         | Préstamo. |
| Juan Molina     | Guardameta     | River Ecuador                   | Libre.    |

| Bajas            |                |                                |                  |
| Jugador          | Posición       | Destino                        | Tipo             |
| Efrén Mera       | Centrocampista | Independiente del Valle        | Libre.           |
| Beder Caicedo    | Defensa        | Barcelona Sporting Club        | Traspaso.        |
| Maxi Barreiro    | Delantero      | Club Necaxa                    | Fin de contrato. |
| Edison Preciado  | Delantero      | Deportivo Cuenca               | Fin de contrato. |
| Flavio Caicedo   | Centrocampista | Club Deportivo River Ecuador   | Fin de contrato. |
| Ezequiel Vidal   | Centrocampista | Club Atlético Independiente    | Fin de préstamo. |
| Nicolás Aguirre  | Defensa        | Club Atlético Central Norte    | Fin de préstamo. |
| Rolando Ramírez  | Guardameta     | Liga de Portoviejo             | Fin de contrato. |
| Pablo Saucedo    | Defensa        | Liga de Portoviejo             | Fin de contrato. |
| Rodrigo Canosa   | Defensa        | Club Atlético Cerro            | Fin de préstamo. |
| Jefferson Sierra | Centrocampista | Club Social y Deportivo Macará | Venta.           |

## Fuerza Amarilla S.C.
| Altas             |                |                                       |           |
| Jugador           | Posición       | Procedencia                           | Tipo      |
| Javier Charcopa   | Centrocampista | Club Sport Emelec                     | Préstamo. |
| Luis Fernández    | Guardameta     | Club Sport Emelec                     | Libre     |
| Diego Corozo      | Defensa        | Club Sport Emelec                     | Préstamo. |
| Michael Endara    | Centrocampista | Mushuc Runa S.C.                      | Traspaso. |
| Eduardo Morante   | Defensa        | Mushuc Runa S.C.                      | Libre     |
| Luis Bolaños      | Centrocampista | Liga Deportiva Universitaria de Quito | Préstamo. |
| Mauricio Yedro    | Centrocampista | Club de Deportes Santiago Morning     | Préstamo. |
| Néstor Martinena  | Delantero      | Brown de Adrogué                      | Préstamo. |
| Washington Mauret | Defensa        | Sociedad Deportivo Quito              | Libre.    |
| Mauricio Muñoz    | Centrocampista | Club Social y Deportivo Macará        | Libre.    |

| Bajas            |                |                               |                  |
| Jugador          | Posición       | Destino                       | Tipo             |
| Romario Caicedo  | Delantero      | Club Sport Emelec             | Préstamo.        |
| Luis Luna        | Defensa        | Delfín S.C.                   | Libre.           |
| Roberto Ordoñes  | Delantero      | Delfín S.C.                   | Libre.           |
| Angel Mosquera   | Guardameta     | Universidad Católica          | Libre.           |
| Jesus Preciado   | Centrocampista | Universidad Católica          | Traspaso.        |
| Kener Arce       | Centrocampista | Independiente del Valle       | Traspaso.        |
| Armando Wila     | Delantero      | Club Deportivo Unión Comercio | Fin de préstamo. |
| Enzo Bruno       | Delantero      | Crucero del Norte             | Fin de préstamo. |
| Luis Espinola    | Delantero      |                               | Fin de contrato. |
| Aurelio Nazareno | Defensa        |                               | Fin de contrato. |

## Jugadores extranjeros
| Equipo               | Jugador 1         | Jugador 2          | Jugador 3         | Jugador 4        |
| -------------------- | ----------------- | ------------------ | ----------------- | ---------------- |
| Barcelona            | Jonathan Álvez    | Jefferson Mena     | Ariel Nahuelpan   |                  |
| Clan Juvenil         | Judelin Aveska    | Diego Chamorro     | Pablo Gonzalez    | Rodrigo Sanchez  |
| Delfín               | Matías Duffard    | Jhon Chancellor    | Cristian Malán    | Francisco Silva  |
| Deportivo Cuenca     | Brian Cucco       | Juan Dinenno       | Michael Hoyos     | Richard Schunke  |
| El Nacional          |                   |                    |                   |                  |
| Emelec               | Sebastián Píriz   | Christian Ramos    | Bruno Vides       | Fernando Luna    |
| Fuerza Amarilla      | Federico Alonso   | Danilo Cóccaro     | Néstor Martinena  | Mauricio Yedro   |
| Independiente        | Christian Núñez   | Mario Rizotto      | Juan Segovia      |                  |
| Liga de Quito        | Hernán Barcos     | Felipe Rodríguez   | Horacio Salaberry |                  |
| Macará               | Óscar Ayala       | Diego Benítez      | Osvaldo Cabral    | Juan Tévez       |
| River Ecuador        | Martín Alaníz     | Damián Frascarelli |                   |                  |
| Universidad Católica | Matías Defederico | Hernán Galíndez    | Gastón Gil Romero | Facundo Martínez |

- Datos: Q28664154